# Cheikh Abdoul Khadre Cissokho
Pour les articles homonymes, voir Cissokho.
Cheikh Abdoul Khadre Cissokho (1936-) est un ingénieur agronome et un homme politique sénégalais, ancien ministre et président de l'Assemblée nationale sénégalaise.

## Biographie
Né le 31 octobre 1936 à Tambacounda, il a passé son enfance à Bakel. Sa famille est originaire de Kédougou. Il est ingénieur agronome de formation.
Le 5 avril 1988, il est nommé ministre du Développement rural. Le 27 mars 1990, il est ministre du Développement rural et de l’Hydraulique, un poste qu'il conserve dans le gouvernement que forme Habib Thiam le 8 avril 1991, puis dans celui du 3 avril 1993.
Succédant à Abdoul Aziz Ndaw en 1993, il est devenu le sixième président de l'Assemblée nationale. Youssou Diagne l'a remplacé en 2001.